# Солинджер, Джонни
Джон Престон Солинджер (7 августа 1965 — 26 июня 2021) — американский певец, известный как ведущий вокалист рок-группы Skid Row с 1999 по 2015 год.

## Карьера
Джонни Солинджер в детстве переехал в район Даллас-Форт-Уэрт, где познакомился с хард-роком и музыкой кантри и полюбил их. В 1990 году он собрал рок-группу Solinger в Далласе, записав четыре независимых альбома: Solinger, Solinger II, Chain Link Fence и Solinger Live. Ему удавалось проводить живые выступления и достигать успехов на радио по всему Юго-Западу.

### Skid Row
В 1999 году участники Skid Row Дэйв «Змея» Сабо, Рэйчел Болан и Скотти Хилл наняли Солинджера, чтобы заменить предыдущего ведущего вокалиста Себастьяна Баха. В 2000 году Skid Row играли на разогреве во время «прощальных гастролей» группы Kiss.
Джонни Солинджер пел в группе более 15 лет и был их вокалистом дольше всех других; он выступал на студийных альбомах Thickskin (2003) и Revolutions Per Minute (2006), а также на главах 1 и 2 трилогии United World Rebellion EP.
В апреле 2015 года Солинджер был уволен из Skid Row, и его ненадолго заменил Тони Харнелл, которого в итоге заменил ZP Theart.

### Сольная карьера
В 2008 году Солинджер занялся сольной карьерой певца в стиле кантри. Его первый кантри-альбом был выпущен только на региональном уровне и содержал как кантри, так и рок. В альбом вошла песня «You Lie», которую он записал со своими товарищами по группе из Skid Row.

## Смерть
Солинджер умер 26 июня 2021 года, через месяц после того, как он сообщил, что страдает от печеночной недостаточности. Ему было 55 лет.

## Дискография

### В составе Skid Row
- Thickskin (2003)[7]
- Revolutions Per Minute (2006)[8]
- United World Rebellion: Chapter One (2013)[8]
- Rise of the Damnation Army — United World Rebellion: Chapter Two (2014)

### Сольные
- Chain Link Fence (2000)[9][10]
- Solinger (2003)[9]
- Solinger II (2003)[9]
- Johnny Solinger (2008)[8]

### The (Party) Dolls
- Doll House Rock